# Peter Bruggen
Peter Bruggen (Luik, 10 april 1960) is een voormalig Belgisch bestuurder.

## Levensloop
Bruggen studeerde aan de Katholieke Universiteit Leuven, alwaar hij afstudeerde als licentiaat geschiedenis. 
In 1986 trad hij in dienst van de Boerenbond als consulent. Later werd hij er provinciaal secretaris voor de provincie Limburg. In 2003 werd hij hoofdconsulent en in 2006 directeur van de ledenbeweging van deze organisatie. In 2013 ten slotte werd hij aangesteld als algemeen secretaris. In 2017 trok hij zich terug omwille van gezondheidsredenen. Hij werd in deze hoedanigheid opgevolgd door Frans De Wachter. Sinds 2017 nam hij terug de functie op van provinciaal secretaris in Limburg.